# José Lai Hung-seng
José Lai Hung-seng em chinês: 黎鴻昇 (Taipa, 14 de Janeiro de 1946) é um sacerdote católico chinês, atual bispo emérito de Macau. Foi o primeiro bispo natural de Macau e o segundo bispo de etnia chinesa a governar a Diocese de Macau.
Em 2006, foi agraciado com a Medalha de Mérito Altruístico, atribuída pelo governo da Região Administrativa Especial de Macau.

## Biografia
D. José Lai nasceu em Taipa, em 14 de Janeiro de 1946 e é o décimo filho de José Paulo Lai Sio-kei e de Maria Celestina Tchoi Lao-mei. No dia 7 de Outubro de 1950, D. José Lai foi baptizado pelo então Pároco da Igreja de Nossa Senhora do Carmo, o cónego António Ngan. No dia 19 de Julho de 1953, foi confirmado pelo então Bispo de Macau, D. João de Deus Ramalho.
No dia 5 de Setembro de 1958, entrou no Seminário de S. José para completar o ensino secundário e o curso de Filosofia, depois de concluir o curso primário na Escola D. João Paulino (localizado na ilha da Taipa). Em Junho de 1967, foi enviado pelo Seminário para frequentar o curso teológico no Seminário Diocesano de Leiria (Portugal). Logo após a conclusão do curso em Junho de 1971, e com a autorização do então Bispo de Macau, Dom Paulo José Tavares, partiu para Grottaferrata (Roma). Durante 6 meses e juntamente com muitos padres e seminaristas de vários países do Mundo, participou nas actividades e experiências da "Vida Espiritual do Movimento dos Focolares".

### Sacerdócio
Em Abril de 1972, após tantos anos no exterior, regressou finalmente a Macau e no dia 28 de Outubro do mesmo ano, juntamente com João Evangelista Lau Him-sang e Jacob Tchong, foi ordenado padre católico pelo Bispo D. Paulo José Tavares, na Igreja de Nossa Senhora de Fátima. Após a ordenação sacerdotal, foi enviado para trabalhar na Paróquia de Nossa Senhora de Fátima. Além de desempenhar serviços pastorais, ensinou também Religião e Moral na Escola Chan Yun e na Escola Luso-Chinesa “Sir Robert Ho Tung”.
Em Novembro de 1975, foi enviado para a Paróquia de São José (Singapura) para desempenhar o cargo de Vigário Cooperador para o apoio à comunidade portuguesa (luso-descendente), em língua veicular inglesa.
Em Fevereiro de 1978, regressou a Macau e foi nomeado Reitor do Seminário de S. José pelo então Bispo de Macau, D. Arquimínio Rodrigues da Costa. Durante este mandato, desempenhou ainda os cargos de Director Espiritual do “Clube Serra”, membro do Conselho Presbiteral da Diocese de Macau e professor de Religião e Moral no Colégio Diocesano de São José. Foi ainda convidado para orientar as actividades religosas e ensinar catequese no Estabelecimento Prisional de Macau.
No dia 21 de Dezembro de 1987, foi eleito cónego da Sé Catedral. Em Janeiro de 1989 foi nomeado administrador paroquial da Paróquia da Sé e em Fevereiro de 2000 foi destacado como pároco desta mesma paróquia.

### Episcopado

Brasão de armas de D. José Lai.

Foi nomeado pelo Papa João Paulo II no dia 23 de Janeiro de 2001 como bispo-coadjutor da Diocese de Macau, tendo sido sagrado na Sé Catedral, na vigília do Domingo de Pentecostes, em 2 de Junho do mesmo ano. Em conformidade com o Código de Direito Canónico, foi elevado a bispo-residencial (principal) da Diocese, em 30 de Junho de 2003, aos 58 anos de idade, logo após ter sido aceite pela Santa Sé o pedido de resignação formulado pelo seu antecessor, Dom Domingos Lam Ka-tseung, cujo bispado durou de 1988 a 2003.
Domina várias línguas, como por exemplo o cantonês, o inglês e o português. Uma competência que o ajudou a dialogar e unir as diversas comunidades culturais que constituem a população católica local.
Durante o seu episcopado, D. José Lai preocupou-se em melhor aproveitar os recursos da Diocese; em fomentar uma formação mais profunda dos leigos; em desenvolver uma cooperação mais estreita entre todos; e em fomentar vocações sacerdotais locais, que escasseiam em Macau, sendo um problema preocupante que ainda não foi satisfatoriamente resolvido. Sob a sua orientação, a Universidade de São José (antigo Instituto Inter-Universitário de Macau; controlada em parte pela Diocese) experimentou uma expansão acelerada, nomeadamente no crescente número de alunos, de professores, de cursos ministrados (incluindo teologia), etc. Novas comunidades ou congregações de religiosas e religiosos consagrados foram acolhidas e instalaram-se na Diocese, contribuindo para revitalizar a vida eclesial local, que foi perdendo algum fôlego, nomeadamente devido ao envelhecimento e diminuição do número de padres diocesanos. A par desta situação, também se verificou nos fiéis leigos, em geral, um declínio da prática religiosa, sobretudo a frequência da missa dominical. A comunidade católica lusófona (constituída por portugueses europeus, luso-descendentes de Macau ou macaenses, africanos provenientes dos PALOPs, timorenses, etc.) mostrou sinais de maior declínio, quer em termos de número, quer em termos de expressão e importância no seio da vida eclesial local. Porém, contra a corrente de declínio geral, é de salientar o forte crescimento e dinamização da comunidade católica filipina, de expressão inglesa, o que obrigou a Diocese a aumentar o número de missas em inglês.
Em 2005, várias igrejas e monumentos católicos, fazendo parte do Centro Histórico de Macau, foram declarados Património Mundial da Humanidade pela UNESCO, sendo mais um reconhecimento do papel da Igreja Católica na História de Macau, enquanto espaço de diálogo e encontro entre as civilizações ocidental e chinesa. Em 2008, a Diocese organizou e acolheu o VIII Encontro das Igrejas Lusófonas, sob o tema genérico "Responsabilidades Sociais dos Cristãos em Época de Globalização". Em 2014, o jornal diocesano O Clarim, que originalmente apenas publicava em português, tornou-se num semanário trilingue, com edições em português, chinês e inglês, para melhor servir a multicultural população católica local e assim chegar a mais pessoas.
Em 16 de Janeiro de 2016, após cerca de 13 anos a governar a Diocese de Macau, D. José Lai resignou, deixando os destinos da diocese ao encargo do novo Bispo de Macau, D. Stephen Lee Bun-sang, o seu sucessor, que tomou posse no dia 23 de Janeiro de 2016.